# Тайлово (Печорский район)
Та́йлово (в 1920—1945 годах и позже — эст. Tа́ilova, Tа́eluva) — деревня в Печорском районе Псковской области России. Входит в состав городского поселения «Печоры».
До 2005 года входила в состав ныне упразднённой Печорской волости.

## География
Расположена на правом берегу реки Белка (правый приток Пиузы (Пимжи)), в 3 км к юго-западу от центра района и городского поселения, города Печоры. В 3 км к западу проходит граница с Эстонией.

## Население
Численность населения деревни составляла 122 жителя (2000 год).
| 2000 | 2001 | 2002 | 2010 |
| ---- | ---- | ---- | ---- |
| 122  | →122 | ↘70  | ↘61  |

## История
Таиловский погост упомянут в Псковских Летописях 1519 года при основании Псково-Печорского монастыря: «Того же лета начаша Мисюрь Мунехин, великого князя дьяк псковскои, да его подъячек Ортюша Псковитян назирати убогое место, незнаемо никим же , под немецким рубежом 40 вёрст ото Пскова, а десять верст за Изборском, в Таилове погосте, 7 верст от Нового городка от немецкого, Пеечерскои монастырь, Вифляньскую пещеру, Богом сотвореную».
В Писцовых Книгах 1585-1587 годов упоминается погост Таилов, центр Таиловской губы Завелицкой засады.